# Park Narodowy New Forest

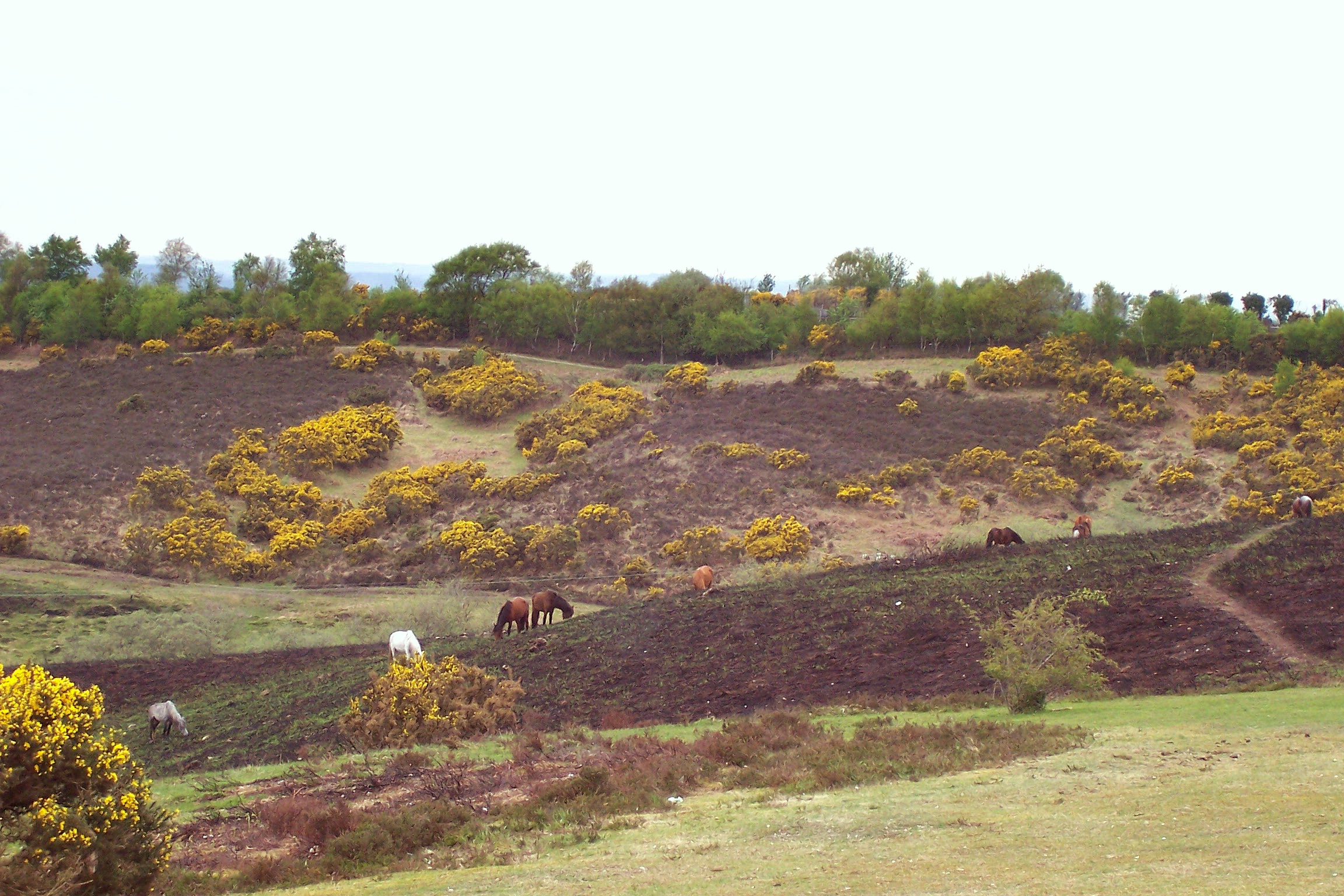
Wrzosowisko w Parku Narodowym New Forest

Park Narodowy New Forest – park narodowy położony w południowej Anglii, na terenie hrabstw Hampshire i Wiltshire. Posiada kategorię V według systematyki IUCN. Park powstał 1 marca 2005, zaś głównym celem jego istnienia jest ochrona ostatnich dzikich wrzosowisk i starodrzewów w tej gęsto obecnie zaludnionej części Wielkiej Brytanii. Powierzchnia wynosi 571 km².
Najciekawszym, oprócz wrzosów, gatunkiem flory New Forest jest rosiczka. W parku spotkać można cykady leśne, jedyny gatunek cykad rodzimy dla Wielkiej Brytanii, obecnie występujący już coraz rzadziej. Znajdziemy tu także rzadkie na Wyspach owady z rodziny turkuciowatych. Z płazów i gadów spotykane są m.in. zaskroniec zwyczajny, żmija zygzakowata, gniewosz plamisty, jaszczurka zwinka oraz traszka grzebieniasta. Najważniejsze gatunki większych zwierząt to daniel, sarna, jeleń szlachetny, jeleń wschodni (sika) oraz mundżak indyjski. Jednak tym, z czego park jest najbardziej znany, są półdzikie konie.